# Квирике (Самтредский муниципалитет)
Квирике (груз. კვირიკე) — село в Грузии, на территории Самтредского муниципалитета края (мхаре) Имеретия.

## География
Село находится в западной части Грузии, к востоку от реки Цхенисцкали, на расстоянии 7 километров к северу от города Самтредиа, административного центра муниципалитета. Абсолютная высота — 49 метров над уровнем моря.

## Население
По результатам официальной переписи населения 2014 года, в Квирике проживало 290 человек (148 мужчин и 142 женщины). В национальной структуре населения грузины составляли 99,7 %, русские — 0,3 %.
| Год  | Население, человек |
| ---- | ------------------ |
| 2002 | 328                |
| 2014 | ↘ 290              |